# Gabriel Jean Joseph Molitor
Gabriel Jean Joseph Molitor (ur. 7 marca 1770 w Hayange, Lotaryngia, zm. 28 lipca 1849 w Paryżu) – francuski generał, marszałek Francji i par Francji.
Molitor po wybuchu Rewolucji Francuskiej wstąpił jako dowódca do batalionu ochotników. Dowodził brygadą piechoty w wyprawie w 1793 pod zwierzchnictwem gen. Louisa Lazare'a Hoche'a pod Kaiserslautern i Weißenburg. Został poważnie ranny podczas ataku na twierdzę Festung Mainz (w Moguncji). W 1808 został hrabią Cesarstwa, a w 1809 otrzymał Krzyż Wielki Orderu Karola-Fryderyka. W 1810 został dowódcą 17 dywizji wojskowej w Amsterdamie. Po abdykacji Napoleona w kwietniu i restauracji Burbonów, został mianowany generalnym inspektorem piechoty i odznaczony Krzyżem Wielkim Legii Honorowej. W czasie Stu Dni Napoleona dołączył do cesarza, otrzymał dowództwo nad dywizją oddziałów Gwardii Narodowej w V Korpusie Armii Renu. Napoleon przyznał mu tytuł para Francji, ale po drugiej abdykacji Napoleona Burbonowie pozbawili go tego tytułu. Początkowo zawieszony przez Burbonów, w ciągu kilku lat powrócił do czynnej służby 9 listopada 1823 roku został mianowany marszałkiem Francji. W Nancy wzniesiono jego pomnik.